# هذا جناه أبي علي
هذا جَنَاهُ أَبي عَلَيَّ هو مطلعُ بيتٍ شعريٍ منتشرٌ في المؤلفات وعلى الإنترنت، يُنسب إلى أبي العلاء المعري، «لتكون وصيته خالدة للأجيال مثيرةً جدلًا مُستمرًا كما أثاره في حياته». البيت هو:
يردُ البيت في مؤلفاتٍ أخرى مع اختلافٍ في الكلمات، حيثُ:

## البيت

### أبو العلاء المعري

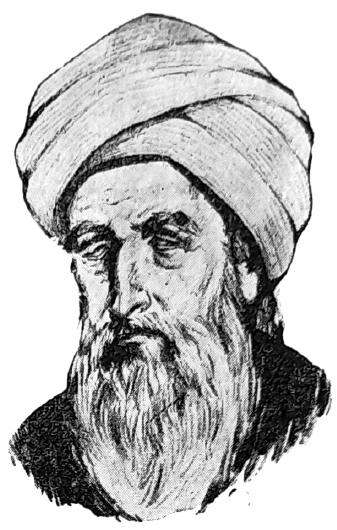
رسمٌ تخيُّلي لِأبي العلاء المعري

أَبُو اَلْعَلَاءْ أَحْمَدْ بْنْ عَبْدِ الله بْنْ سُلَيْمَانْ بْنْ مُحَمَّدْ اَلْقُضَاعِي اَلتَّنُوخِي اَلْمَعَرِّي (363هـ/973م - 449هـ/1057م) الشهير اختصارًا بِـ«أَبِي اَلْعَلَاءْ اَلْمَعَرِّي» هو شاعرٌ ومُفكِّر ونحويّ وأديب وفيلسوف من كبار أعلام الحضارة الإسلاميَّة عُمومًا وأحد أعظم شُعراء العرب والعربيَّة خُصُوصًا. وُلد ومات في معرَّة النُعمان من أعمال حلب شماليّ الشَّام، ونُسِب إليها فصار «المعرِّي»، وكان غزير الأدب والشعر، وافر العلم، غايةً في الفهم، عالمًا بِاللُّغة، حاذقًا بِالنحو. أُصيب أبو العلاء بِالجدريّ صغيرًا فعمي في السنة الرابعة من عُمره، لكنَّهُ رُغم عاهته هذه تعلَّم النحو واللُّغة العربيَة على يد والده وبعض عُلماء اللُّغة من أهل بلده، فأصبح ضليعًا في فُنُون الأدب حتى إنَّه قال الشعر وهو ابن إحدى عشرة سنة. وأدَّى اعتزال أبا العلاء لِلناس أن لُقِّب بِـ«رهين المحبسين»، أي محبس العمى ومحبس البيت.
عاش أبو العلاء مُتقشفًا زاهدًا في الدُنيا، وكان يُحرِّم إيلام الحيوان، ولم يأكل اللحم خمسًا وأربعين سنة. وكان يلبس خشن الثياب. وغلب التشاؤم على أدبه وشعره، حتَّى قيل أنَّهُ لم يتزوَّج كي لا يُنجب أولادًا يُعانون مُرَّ الحياة. وسبب تشاؤمه بِالمقام الأوَّل هو ذهاب بصره مُنذُ الصغر إضافةً إلى موت والديه وفقره الشديد، يُضاف إلى ذلك عيشه في زمنٍ مليءٍ بِالفساد بِكُلِّ أشكاله الاجتماعيَّة والاقتصاديَّة والسياسيَّة. كما آمن أبو العلاء أنَّ حياة الإنسان كُلِّها بِيد القدر ولن يستطيع التخلُّص منها، وفي نهاية المطاف لن يصل إلَّا للموت كما مات من سبقه من الخلق، فلم يعد يرى في الحياة تفاؤلًا لِعجزه عن تذوُّق جمالها وبهجتها بِعينيه.
تعدَّدت آراء الباحثين والدارسين والمُؤرِّخين بِخُصُوص إيمان أو إلحاد أبي العلاء، فمنهم من يقول إنَّه كان زنديقًا مُلحدًا، ومنهم من يقول إنَّه كان على غايةٍ من الدين. العديد من المصادر الأجنبيَّة، بعضها مما كتبه المُستشرقون، تُؤكِّد أنَّ أبا العلاء كان ناقدًا لِلأديان عامَّةً، لا يُفاضلُ بين اليهوديَّة والمسيحيَّة والإسلام والمجوسيَّة، وأنَّهُ كان رُبُوبيًّا. وقال بعضُ العُلماء المُسلمين مثل الإمام ابن كثير في البداية والنهاية، والإمام ابن الجوزي، أنَّ أبا العلاء كان زنديقًا حاقدًا على الإسلام، وأيَّد هذا الرأي عُلماءٌ مُعاصرون مثل الشيخ عائض القرني. ودافع عُلماءٌ آخرون عن أبي العلاء قائلين أنَّهُ كان سليم العقيدة، منهم على سبيل المِثال الحافظ السلفي، والإمام الذهبي، وقال آخرون مثل ابن الوردي أنَّ المعرِّي كان في بدايته زنديقًا فعلًا ثُمَّ تاب ورجع إلى الإسلام في آخر عُمره. ومن المُعاصرين المُدافعين عن صحَّة عقيدة أبي العلاء: محمود مُحمَّد شاكر وعبد العزيز الميمني وبنت الشاطئ، وغيرهم.
ترك أبو العلاء خلفه ديوانًا شعريًّا من ثلاثة أقسام: سقط الزند، ولُزُوم ما لا يلزم المعروف بِـ«اللُزوميَّات»، وضوء السقط. وقد تُرجم كثيرٌ من شعره إلى غير العربيَّة. وأمَّا كُتُبه فكثيرة، لعلَّ أهمُّها رسالة الغُفران.

### أصل البيت
يَذكرُ ابن خَلِّكَان (المولود عام 1211 ميلاديًا؛ أي بعد وفاة اَلْمَعَرِّي بحوالي 154 عامًا) في كتابه «وفيات الأعيان وأنباء أبناء الزمان» أنهُ قد بلغه بأنَّ أبا العلاء المعري قد أوصى قبل وفاته، بأن يُكتب على قبرهِ هذا البيت على الكامل:
ويُعقب ابن خَلِّكَان على ذلك، بقوله «وهو أيضًا متعلقٌ باعتقاد الحكماء، فإنهم يقولون: إيجاد الولد وإخراجه إلى هذا العالم جناية عليه، لأنه يتعرض للحوادث والآفات». كما يُعقب ابن الأثير الجزري في كتابه «الكامل في التاريخ» على ما ذكر ابن خلكان، حيث يقول «قلت: وهذا يدل على أنه لم يتغير عن اعتقاده، وهو ما يعتقده الحكماء إلى آخر وقت، وأنه لم يقلع عن ذلك كما ذكره بعضهم، والله أعلم بظواهر الأمور وبواطنها». يُشير ابن كثير الدمشقي في كتابه «البداية والنهاية» بأنه قد «ذَكر ابن الجوزي وغيره أشياء كثيرة تدل على كفره، بل كل واحدة من هذه الأشياء تدل على كفره وزندقته وانحلاله»، ثُم يكمل بأنَّ المعري قد أوصى بأن يُكتب على قبره البيت المذكور، والذي معناه «أن أباه بتزوجه لأمه أوقعه في هذه الدار، حتى صار بسبب ذلك إلى ما إليه صار، وهو لم يجن على أحد بهذه الجناية، وهذا كله كفر وإلحاد قبحه الله وقد زعم بعضهم أنه أقلع عن هذا كله وتاب منه».
يذكرُ بحثٌ بعنوان «ذم وتعطيل فكرة الزواج منهنّ في شعر أبي العلاء المعري» للأستاذة بوعافية حياة من جامعة الجلفة بأنَّ المعري قال «أوردني أبي موردًا لا بد أن أرده، والله لا أوردته أحدًا بعدي»، وهو ما يظهر في قوله بالبيت المذكور.

### نقد البيت
يُذكرُ الدكتور مُحمد حوّر في كتابه «أشتات: قراءات أدبية ونقدية» الصادر عام 2004 ميلاديًا عن المؤسسة العربية للدراسات والنشر، بأنَّ هذا البيت «تردد على كل لسان، وبات عَلمًا على أبي العلاء المعري، وكأنه لم يقل غيره؛ دالًا عليه، منبئًا عن موقفه من الأبوة والحياة. وقد زاد من تعلق الناس به ما نُسب إليه -إن صدقًا وإن كذبًا- أنّه أوصى بأن يكتب على قبره بعد وفاته»، ويُعقب بأنَّ هذا البيت «غريب، ووصية أغرب لا تنسجمان مع شخصية هذا الشاعر الناقد الفيلسوف الذي صدر عن ذهن واعٍ، ورأي ثاقب، وموقف واضح من الحياة والناس في كل ما خلّف من آثار». يُجري محمد حور في كتابه بحثُا في الحديث عن موقف المعري من الأبوة والأمومة، وذلك لتوضيح مدى انسجامها مع «ذلك البيت الذائع الصيت».
يذكرُ كتاب «لغة الشعر عند بدر السياب» الصادر عام 2006 ميلاديًا لفاروق مواسي بأنَّ «لم يرد هذا البيت في دواوين أبي العلاء المعري، ولكنه مثبت على ضريح الشاعر في المعرة». ولكن يذكر خالد القشطيني في مقالةٍ بعنوان «المعري يوصي لقبره» نشرها عام 2015 بأنَّ «لا شك أن من أشهر الشواهد في التاريخ الإسلامي والأدب العربي ما أوصى به أبو العلاء المعري أن يُكتب على قبره، وهو ذلك البيت الشهير الذي يفتتح به قصيدة تشاؤمية طويلة تعبر عن حظه من الحياة وعن مأساة الإنسان فيها عموما: هذا جناه أبي علي ** وما جنيت على أحد»، ولكن فعليًا لم ترد أي قصيدةٍ تبدأ بهذا البيت.
يُوضح أمين الخولي في كتابه «رأي في أبي العلاء: الرجل الذي وجد نفسه» الصادر عام 2021 ميلاديًا عن دار القلم، بأنَّ المعري «فطلب -فيما يُروى- أن يكتب على قبره البيت المشهور»، مع العلم أنهُ «يعد النسل أفضل عملٍ في هذه الدنيا، ويعد السعي له عملًا معقولًا»، حيث يقول:
ثم يُكمل أمين مستفهمًا «فهل آثر أبو العلاء العدم، ورأى من الواجب اتقاء الوجود والاجتهاد في قطع سلسلته؟».
ذكر شوقي إبراهيم قسيس في مقالةٍ بعنوان «أبو العلاء المعرّي (973 – 1058)» كانت قد نُشرت عام 2013 في العدد 4177 من الحوار المتمدن، بأنهُ «وقد أثارتْ عبقريّةُ المعرّي حسدَ الحاسدين فمنهم من زعم أنّه قرمطيّ، وآخرون قالوا إنّه ملحد وزنديق، ولفَّقَ له بعضُهم أبياتاً من الشّعر لم يقلها، منها أبيات "في اللّاذقية ضجةٌ ما بينَ أحمدَ والمسيح" المعروفة، ووصيتُه بأنْ يُكتبَ على قبرِه "هذا جناهُ أبي عليَّ وما جنيتُ على أحد". كذلك حرّفوا بعضَ أبياتِه ليلصقوا به تهمة الإلحاد.»
نشرت مقالةٌ في عام 2015 تتطرق إلى كتاب الدكتور عبد المجيد دياب، والذي يحملُ عنوان «أبو العلاء المعري: الزاهد المفترى عليه»، حيث تذكر بأنَّ «وهنا تتمثل لنا شطحات أبي العلاء في فكره، فرحمته بالمخلوقات تنصرف إلى ضعافها، ثم هو يتطرق من هذا إلى الاعتقاد بأن عدم النسل يقي أبناءه من المصائب التي يسببها لوجود، حيث يقول: وإذا أردتم للبنين كرامة ** فالحزم اجمع تركهم في الأظهر»، ثم تكمل المقالة بأنه مع أنَّ «الدكتور عبد المجيد دياب يثبت هذه الفكرة في كتابه، إلا أنه في موضع آخر ينقل لنا عن الدكتور الجندي قوله أنه لم يجد بيت أبي العلاء الشهير: هذا جناه أبي علي ** وما جيئت على أحد على قبره. وكان مثل هذا الدليل يقوم قويًا على إنكار نسبة البيت إلى أبي العلاء، وهو ما قد يجوز من غير إنكار هذا البيت، ولكن فلسفة أبي العلاء نفسها تقبل فكرة هذا البيت».

#### ضريح المعري

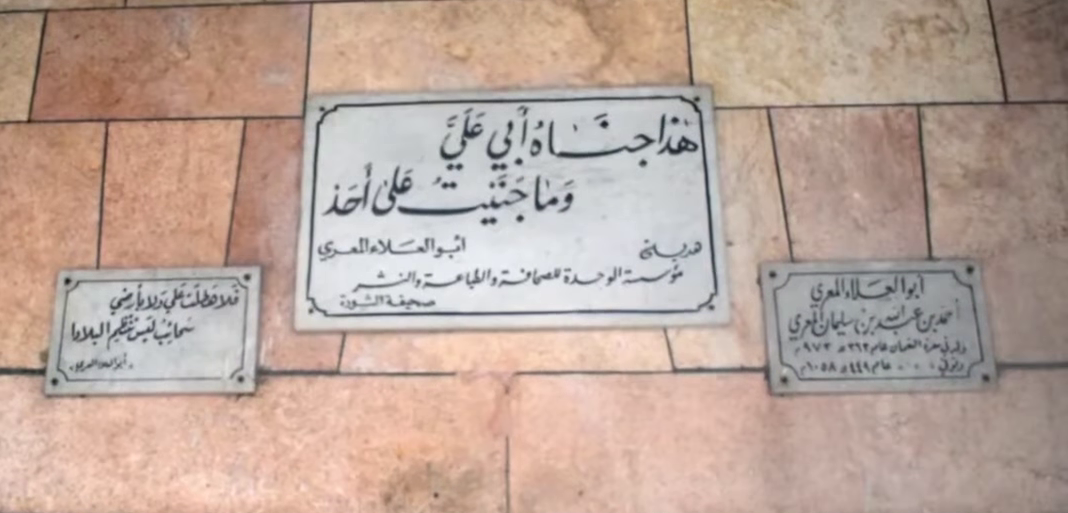
بيت الشعر عند ضريح المعري في معرة النعمان

يُوجد ضريح المعري في معرة النعمان بريف إدلب شمال سوريا، حيث يقع داخل بناءٍ أثريٍ أنشئ في عهد السلاجقة الأتراك منذ عام 1058 ميلاديًا. يظهر على جانب الضريح حجرٌ مستطيلٌ منقوشٌ عليه البيت المذكور، مع توضيحٍ بأنه «هدية مؤسسة الوحدة للصحافة والطباعة والنشر، صحيفة الثورة».
يذكرُ حسن الأمين في المجلد الثالث من «الموسوعة الإسلامية» الصادرة عام 1975، بأنَّ المعري «تعمد عدم الزواج وأوصى أن يكتب على قبره هذا البيت: هذا جناه أبي علي وما جنيت على أحد، ولكن يبدو أن هذه الوصية لم تنفذ، إذ ليس على شاهد قبره "..." فقط، دون ذكرٍ للبيت».
يذكرُ الكاتب محمد توفيق زهران في مقالةٍ نشرت عام 2015 بعنوان «رحلتي إلى معرّة النعمان»، حيث كان قد زار ضريح المعري في شهر سبتمبر (أيلول) 2005 ميلاديًا، «فالضريح الذي يقع في إحدى الغرف السابقة والمفتوحة حديثًا والمطلة على مدخل البيت بعد التوسعة، غاية في الفن المعماري، إذا قورنت بالماضي ولكن، (هذا لا يتناسب مع حياة المعرّي في ذلك الزمن)، فقد استوى الضريح أمامي على فرشة حجرية قطعة واحدة بطول 167سم وعرض 100سم وارتفاع 145سم وشاهدٌ نقش عليه بالخط الكوفي اسم: [أَبو العَلاءِ أَحمَدُ بنُ عَبدِ اللَّهِ بِنُ سُليمان]»، ثُم يكمل بأنَّ الشاهد الثاني والذي نقش عليه البيت المشهور «هذا ما جناهُ أبي عليًّ» «فليس له أثر على الضريح، ومن المحتمل أنه قد سقط عليه جسم من سقف الغرفة القديمة منذ غابر الأزمان ففصله عن الضريح وضاع مع مرور الزمن! أو تحطم على أيدي خصومه وهم كثر من الذين عراهم في ديوانه الفلسفي [لزوم ما لا يلزم] والذين حملوا عليه في حياته بعد اتهامه بالكفر والزندقة، وكَفَرَّهُ من جاء بعدهم بالتقليد كما قال المؤرخ ابن العديم».
كما يُوضح الأستاذ صبحي الياسيني، قائمقام معرة النعمان، في مقالةٍ نُشرت عام 1944 بمجلة الرسالة تحت عنوان «قبر أبي العلاء المعري»، بأنَّ التاريخ يذكر أنَّ أبا العلاء أوصى أن يُكتب على قبره البيت المذكور، ولكن «هذا البيت ليس له وجود على قبره ذي الكتابة الكوفية المشجرة، ولا يوجد على شاهد الضريح سوى الكلمات التالية: (هذا قبر أبي العلاء بن عبد الله بن سليمان). وقد محا الزمان كلمات: (هذا قبر أبي)، وكتب على ظهر الشاهد: رحمة الله عليه. وقد وجد بجوار ضريحه حجر مستطيل الشكل بقياس 50 30 مسطر عليه هذان البيتان بخط ثلث حديث: قد كان صاحب هذا القبر جوهرة... نفيسة صاغها الرحمن من نطف».

### التأثر بالبيت
تأثر بالبيت عددٌ من الكُتاب والشعراء، ومنها ما يقول ابن الوردي (1292-1349) في قصيدته «غيري يُغيِّرُه الجفا»:
ومنها ما ورد في «الشوقيات» للشاعر أحمد شوقي (1868-1932)، تحت عنوان «بَيْني وبَيْنَ أبي العلاء»، حيث قال:
كما قال شوقي حين بُشر بولادة ابنه علي شوقي:
وردَ في كتاب «شعر حافظ» لإبراهيم المازني أنَّ حافظ إبراهيم (1872-1932) قال فيما أخذ عن المعري:
كما ذكر شبلي شميل (1850-1917) في كتابه «مباحث علمية واجتماعية» بأنه قد قال معارضًا بيت المعري:
يقول الشاعر اليمني يحيى الحمادي في قصيدته بعنوان «زيارةٌ إلى (أَبي العَلاء) في مَحبَسِهِ الأَخير»:

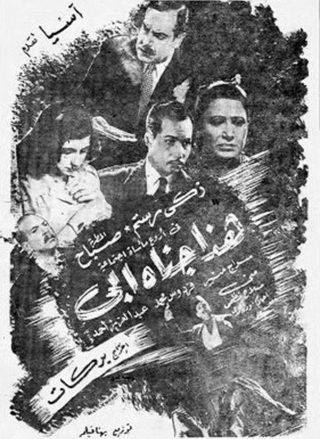
غلاف فيلم «هذا جناه أبي» الصادر عام 1945 م

صدر فيلمٌ مصريٌ عام 1945 م تحت عنوان «هذا جناه أبي» من إخراج هنري بركات وتأليف يوسف جوهر. تدور قصّة الفيلم حول محامٍ مشهورٍ يُسمى «عادل» (زكي رستم) يتورط في علاقةٍ غير شرعيةٍ مع فتاة تسمى «أحلام» (زوزو نبيل)، تحمّل منه وتُطالبه بالزواج منها، ولكنها يرفض ذلك لأسبابٍ اجتماعية ويتعهد بالتكفّل بالطفل، ولكنها ترفض ذلك وتختفي بالكامل. تضع طفلةً تُسمى «سميحة» (صباح) ثُم تفارق الأم الحياة، وتكبر الفتاة لتعمل في مشغلٍ، ثم تتعرف على شابٍ ثريٍ يُسمى «سمير» (صلاح نظمي) يعتدي عليها فيما بعد، فتتوجه إلى القضاء لتطالب بحقها، فيوكل والده (سراج منير) المحامي عادل للدفاع عن ابنه، فيقف أمام المحكمة ليتهم الفتاة بالسقوط والخطيئة، حتى يكتشف أخيرًا بأنها ابنته؛ وذلك أثناء استماعه لرواية سميحة عن حياتها، فيتنحى عن القضية، ويعترف بأبوّته لها، ويقف في المحكمة مجددًا ليدافع عنها ويحصل على حقها من سمير، ثم يتكفل بها تكفيرًا عن خطئية الماضي.
تُرجم هذا البيت إلى اللغة الإنجليزية، حيثُ يُكتب:
أو

### بِاللُّغة العربيَّة
1. ↑  "أبو العلاء المعري شاعراً وفيلسوفاً في ساحة الثقافة واللغة بسوق عكاظ". وكالة الأنباء السعودية. 22 أغسطس 2019. مؤرشف من الأصل في 26 كانون الثاني 2022. اطلع عليه بتاريخ 26 يناير 2022. {{استشهاد ويب}}: تحقق من التاريخ في: |تاريخ أرشيف= (مساعدة)
2. ↑  الحمدان، ماجد (2016). تاريخ الأفكار (دوائر الفكر الأولى) (ط. الأولى). دار سيبويه. ISBN:9786039083634. مؤرشف من الأصل في 26 كانون الثاني 2022. اطلع عليه بتاريخ 26 كانون الثاني 2022. {{استشهاد بكتاب}}: تحقق من التاريخ في: |تاريخ الوصول= و|تاريخ أرشيف= (مساعدة)
3. ↑  فرشاش، خالد (2021). هروب ماكر. ص. 54. مؤرشف من الأصل في 26 كانون الثاني 2022. اطلع عليه بتاريخ 26 كانون الثاني 2022. {{استشهاد بكتاب}}: تحقق من التاريخ في: |تاريخ الوصول= و|تاريخ أرشيف= (مساعدة)
4. ↑  الصقعبي، عبد العزيز (2018). غفوة ذات ظهيرة. دار الساقي. ص. 6. ISBN:9786140301603. مؤرشف من الأصل في 26 كانون الثاني 2022. اطلع عليه بتاريخ 26 كانون الثاني 2022. {{استشهاد بكتاب}}: تحقق من التاريخ في: |تاريخ الوصول= و|تاريخ أرشيف= (مساعدة)
5. ↑  حوراني، راتب (2009). الدائرة المربعة. دار الفارابي. ص. 74. ISBN:9789953714691. مؤرشف من الأصل في 26 كانون الثاني 2022. اطلع عليه بتاريخ 26 كانون الثاني 2022. {{استشهاد بكتاب}}: تحقق من التاريخ في: |تاريخ الوصول= و|تاريخ أرشيف= (مساعدة)
6. 1 2 3  الزِّركلي، خير الدين (2002). الأعلام (ط. الخامسة عشر). بيروت - لُبنان: دار العلم للملايين. ج. الجُزء الأوَّل. ص. 157. مؤرشف من الأصل في 16 تشرين الثاني 2021. اطلع عليه بتاريخ 25 كانون الثاني 2022. {{استشهاد بكتاب}}: تحقق من التاريخ في: |تاريخ الوصول=، |سنة=، و|تاريخ أرشيف= (مساعدة)
7. 1 2 3  "أبو العلاء المعري.. رهين المحبسين". قصَّة الإسلام. 10 حُزيران (يونيو) 2019م. مؤرشف من الأصل في 22 كانون الثاني (يناير) 2022م. اطلع عليه بتاريخ 22 كانون الثاني (يناير) 2022م. {{استشهاد ويب}}: تحقق من التاريخ في: |تاريخ الوصول=، |تاريخ=، و|تاريخ أرشيف= (مساعدة)
8. 1 2  أبو سعيد المصري، المحرر (1996). "أبو العلاء المعرى". موسوعة سفير للتاريخ الإسلامي. شركة سفير. ج. المُجلَّد العاشر: مُلحق الشخصيَّات والإعلام. ص. 674. ISBN:9772614901. مؤرشف من الأصل في 22 كانون الثاني (يناير) 2022م. {{استشهاد بموسوعة}}: تحقق من التاريخ في: |تاريخ= و|تاريخ أرشيف= (مساعدة)
9. ↑  الزِّركلي، خير الدين (2002). الأعلام (ط. الخامسة عشر). بيروت - لُبنان: دار العلم للملايين. ج. الجُزء الأوَّل. ص. 157. مؤرشف من الأصل في 26 كانون الثاني 2022. اطلع عليه بتاريخ 25 كانون الثاني 2022. {{استشهاد بكتاب}}: تحقق من التاريخ في: |تاريخ الوصول=، |سنة=، و|تاريخ أرشيف= (مساعدة)
10. ↑  مُنظم، هادي نظري؛ أحمدي، خاطرة. "التشاؤم في شعر أبي العلاء المعرِّي وعبد الرحمن شكري" (PDF). إضاءات نقديَّة في الأدبين العربي والفارسي. جامعة آزاد الإسلامية. شتاء 1392 ش / كانون الأوَّل 2013م ع. 12: 202–203. ISSN:2251-6573.[وصلة مكسورة]
11. ↑  ابن كثير الدمشقي، عماد الدين أبو الفداء إسماعيل بن عُمر (1408هـ - 1988م). البداية والنهاية (ط. الأولى). بيروت - لُبنان: دار إحياء التٌراث العربي. ج. الجُزء الثاني عشر. ص. 92. مؤرشف من الأصل في 23 كانون الثاني 2022. اطلع عليه بتاريخ 25 كانون الثاني 2022. {{استشهاد بكتاب}}: تحقق من التاريخ في: |تاريخ الوصول=، |سنة=، و|تاريخ أرشيف= (مساعدة)
12. 1 2  أبو العلاء المعرِّي: دفاع المُؤرِّخ ابن النديم عنه. القاهرة - مصر: دار سعد مصر للطباعة والنشر. 1945. ص. 12 - 14. مؤرشف من الأصل في 23 كانون الثاني 2022. اطلع عليه بتاريخ 25 كانون الثاني 2022. {{استشهاد بكتاب}}: تحقق من التاريخ في: |تاريخ الوصول=، |سنة=، و|تاريخ أرشيف= (مساعدة)
13. ↑  القرني، عائض بن عبد الله. "أبو العلاء المعرِّي في الميزان". دُرُوس الشيخ عائض القرني (دُرُوسٌ صوتيَّة فرَّغها موقع الشبكة الإسلاميَّة). المكتبة الشاملة. ج. الدرس السادس والثمانون. ص. 32. مؤرشف من الأصل في 23 كانون الثاني 2022. اطلع عليه بتاريخ 25 كانون الثاني 2022. {{استشهاد بكتاب}}: تحقق من التاريخ في: |تاريخ الوصول= و|تاريخ أرشيف= (مساعدة)
14. ↑  أبو العلاء المعرِّي: دفاع المُؤرِّخ ابن النديم عنه. القاهرة - مصر: دار سعد مصر للطباعة والنشر. 1945. ص. 9 - 10. مؤرشف من الأصل في 23 كانون الثاني 2022. اطلع عليه بتاريخ 25 كانون الثاني 2022. {{استشهاد بكتاب}}: تحقق من التاريخ في: |تاريخ الوصول=، |سنة=، و|تاريخ أرشيف= (مساعدة)
15. 1 2  ابن خَلِّكَان (1978). وفيات الأعيان وأنباء أبناء الزمان (PDF). عباس، إحسان (ط. الأولى). دار صادر. ج. الأول. ص. 114:15. مؤرشف من الأصل (PDF) في 2020-11-27.
16. ↑  الحنبلي، ابن عادل (2011). اللباب في علوم الكتاب. دار الكتب العلمية. ج. الثاني عشر. ص. 251. مؤرشف من الأصل في 26 كانون الثاني 2022. اطلع عليه بتاريخ 25 كانون الثاني 2022. {{استشهاد بكتاب}}: تحقق من التاريخ في: |تاريخ الوصول= و|تاريخ أرشيف= (مساعدة)
17. ↑  الجزري، ابن الأثير. الكامل في التاريخ (ط. 2009). دار الفكر. ج. الثامن. ص. 105. مؤرشف من الأصل في 26 كانون الثاني 2022. اطلع عليه بتاريخ 25 كانون الثاني 2022. {{استشهاد بكتاب}}: تحقق من التاريخ في: |تاريخ الوصول= و|تاريخ أرشيف= (مساعدة)
18. ↑  الدمشقي، ابن كثير (2015). البداية والنهاية (ط. الأولى). دار الكتب العلمية. ج. الحادي عشر. ص. 82:3. مؤرشف من الأصل في 26 كانون الثاني 2022. اطلع عليه بتاريخ 25 كانون الثاني 2022. {{استشهاد بكتاب}}: تحقق من التاريخ في: |تاريخ الوصول= و|تاريخ أرشيف= (مساعدة)
19. ↑  حياة، بوعافية. "ذم وتعطيل فكرة الزواج منهنّ في شعر أبي العلاء المعري". جامعة الجلفة. مؤرشف من الأصل في 26 كانون الثاني 2022. اطلع عليه بتاريخ 26 يناير 2022. {{استشهاد ويب}}: تحقق من التاريخ في: |تاريخ أرشيف= (مساعدة)
20. ↑  حور، محمد إبراهيم (2004). أشتات: قراءات أدبية ونقدية (ط. الأولى). المؤسسة العربية للدراسات والنشر. ص. 13:4. ISBN:9789953361246. مؤرشف من الأصل في 26 كانون الثاني 2022. اطلع عليه بتاريخ 26 كانون الثاني 2022. {{استشهاد بكتاب}}: تحقق من التاريخ في: |تاريخ الوصول= و|تاريخ أرشيف= (مساعدة)
21. ↑  مواسي، فاروق (2006). لغة الشعر عند بدر السياب. وزارة المعارف والثقافة والرياضة. ص. 67. مؤرشف من الأصل في 26 كانون الثاني 2022. اطلع عليه بتاريخ 26 كانون الثاني 2022. {{استشهاد بكتاب}}: تحقق من التاريخ في: |تاريخ الوصول= و|تاريخ أرشيف= (مساعدة)
22. ↑  القشطيني، خالد (27 مارس 2015). "المعري يوصي لقبره". الشرق الأوسط. مؤرشف من الأصل في 2021-10-09. اطلع عليه بتاريخ 2022-01-26.
23. 1 2  الخولي، أمين (2021). رأي في أبي العلاء: الرجل الذي وجد نفسه. دار القلم. ص. 107:8. مؤرشف من الأصل في 26 كانون الثاني 2022. اطلع عليه بتاريخ 26 كانون الثاني 2022. {{استشهاد بكتاب}}: تحقق من التاريخ في: |تاريخ الوصول= و|تاريخ أرشيف= (مساعدة)
24. ↑  قسيس، شوقي إبراهيم (7 أغسطس 2013). "أبو العلاء المعرّي (973 – 1058)". الحوار المتمدن. مؤرشف من الأصل في 1 تشرين الأول 2017. اطلع عليه بتاريخ 26 يناير 2022. {{استشهاد ويب}}: تحقق من التاريخ في: |تاريخ أرشيف= (مساعدة)
25. ↑  "أبو العلاء المعري.. هل هو مفترى عليه؟". موقع الدكتور محمد الجودي: أبو التاريخ. 29 يوليو 2015. مؤرشف من الأصل في 2019-05-13. اطلع عليه بتاريخ 2022-01-26.
26. ↑  "نظام الأسد لم يغفر للمعري وجوده في مناطق معارضة". الخليج أونلاين. 3 يناير 2015. مؤرشف من الأصل في 26 كانون الثاني 2022. اطلع عليه بتاريخ 26 يناير 2022. {{استشهاد ويب}}: تحقق من التاريخ في: |تاريخ أرشيف= (مساعدة)
27. ↑  الأمين، حسن (1975). الموسوعة الإسلامية. دار التعارف. ج. الثالث. ص. 137. مؤرشف من الأصل في 26 كانون الثاني 2022. اطلع عليه بتاريخ 26 كانون الثاني 2022. {{استشهاد بكتاب}}: تحقق من التاريخ في: |تاريخ الوصول= و|تاريخ أرشيف= (مساعدة)
28. ↑  زهران، محمد توفيق (14 سبتمبر 2015). "رحلتي إلى معرّة النعمان". دنيا الوطن. مؤرشف من الأصل في 26 كانون الثاني 2022. اطلع عليه بتاريخ 26 يناير 2022. {{استشهاد ويب}}: تحقق من التاريخ في: |تاريخ أرشيف= (مساعدة)
29. ↑  الياسيني، صبحي (9 أكتوبر 1944). "مجلة الرسالة/العدد 588/قبر أبي العلاء المعري". مؤرشف من الأصل في 26 كانون الثاني 2022. اطلع عليه بتاريخ 26 يناير 2022. {{استشهاد ويب}}: تحقق من التاريخ في: |تاريخ أرشيف= (مساعدة)
30. ↑  "زيارةٌ إلى (أَبي العَلاء) في مَحبَسِهِ الأَخير: يحيى الحمادي". بوابة الشعراء. مؤرشف من الأصل في 26 كانون الثاني 2022. اطلع عليه بتاريخ 26 يناير 2022. {{استشهاد ويب}}: تحقق من التاريخ في: |تاريخ أرشيف= (مساعدة)
31. ↑  شوقي، أحمد (2016). ديوان الشوقيات. دار الأرقم بن أبي الأرقم. ج. الأول. ص. 451. مؤرشف من الأصل في 26 كانون الثاني 2022. اطلع عليه بتاريخ 25 كانون الثاني 2022. {{استشهاد بكتاب}}: تحقق من التاريخ في: |تاريخ الوصول= و|تاريخ أرشيف= (مساعدة)
32. ↑  الحر، عبد المجيد (1992). أحمد شوقي: أمير الشعراء ونغم اللحن والغناء. دار الكتب العلمية. ج. الثالث والعشرين. ص. 52. مؤرشف من الأصل في 26 كانون الثاني 2022. اطلع عليه بتاريخ 25 كانون الثاني 2022. {{استشهاد بكتاب}}: تحقق من التاريخ في: |تاريخ الوصول= و|تاريخ أرشيف= (مساعدة)
33. ↑  المزاني، إبراهيم (2013). شعر حافظ. مؤسسة هنداوي. ص. 16. مؤرشف من الأصل في 26 كانون الثاني 2022. اطلع عليه بتاريخ 25 كانون الثاني 2022. {{استشهاد بكتاب}}: تحقق من التاريخ في: |تاريخ الوصول= و|تاريخ أرشيف= (مساعدة)
34. ↑  شميل، شبلي (2020). مباحث علمية واجتماعية. دار القلم. ص. 183. مؤرشف من الأصل في 26 كانون الثاني 2022. اطلع عليه بتاريخ 25 كانون الثاني 2022. {{استشهاد بكتاب}}: تحقق من التاريخ في: |تاريخ الوصول= و|تاريخ أرشيف= (مساعدة)
35. ↑  "زيارةٌ إلى (أَبي العَلاء) في مَحبَسِهِ الأَخير: يحيى الحمادي". بوابة الشعراء. مؤرشف من الأصل في 26 كانون الثاني 2022. اطلع عليه بتاريخ 26 يناير 2022. {{استشهاد ويب}}: تحقق من التاريخ في: |تاريخ أرشيف= (مساعدة)
36. ↑  راغب، نبيل (2000). العناصر النمطية في السينما المصرية (ط. الأولى). المركز القومي للسينما. ص. 138. مؤرشف من الأصل في 2022-07-11. اطلع عليه بتاريخ 2022-07-11.
37. ↑  "هذا جناه أبي (1945)". السينما.كوم. مؤرشف من الأصل في 2022-07-11. اطلع عليه بتاريخ 2022-07-11.

### بِلُغاتٍ أوروپيَّة
1. ↑  Tharoor، Kanishk؛ Maruf، Maryam (8 March 2016). "Museum of Lost Objects: The Unacceptable Poet". BBC News. مؤرشف من الأصل في 26 كانون الثاني 2022. اطلع عليه بتاريخ 5 November 2019. {{استشهاد بخبر}}: تحقق من التاريخ في: |تاريخ أرشيف= (مساعدة)
2. ↑  "Al-Maʿarrī". Encyclopædia Britannica. مؤرشف من الأصل في 2018-02-21. اطلع عليه بتاريخ 2018-02-21.
3. 1 2  Ridgeon, Lloyd (2003). Major World Religions: From Their Origins To The Present. London: Routledge. ص. 257. ISBN:0415297966. {{استشهاد بكتاب}}: تحقق من التاريخ في: |سنة= (مساعدة)
4. ↑  Hastings، James [بالإنجليزية] (1909). Encyclopedia of Religion and Ethics, Vol. 2. Edinburgh: T&T Clark. ص. 190. مؤرشف من الأصل في 2022-04-15.
5. ↑  Blankinship, Kevin (20 Sep 2015). "An Elegy by al-Ma'arri". Jadaliyya (بالإنجليزية). Archived from the original on 2021-03-08. Retrieved 2020-05-04.
6. ↑  al-Maʿarrī, Abū l-ʿAlāʾ; al-Maʻarrī, Abū al-ʻAlāʼ (2016-03-15). The Epistle of Forgiveness, Or: A Pardon to Enter the Garden (بالإنجليزية). NYU Press. pp. xxvi:xxvii. ISBN:978-1-4798-3494-5. Archived from the original on 2 نيسـان 2022. Retrieved 2 نيسـان 2022. {{استشهاد بكتاب}}: تحقق من التاريخ في: |تاريخ الوصول= and |تاريخ أرشيف= (help)